# Vajgar
Vajgar (z něm. Weiher, rybník) je rybník v Jindřichově Hradci na Hamerském potoce před ústím potoka do řeky Nežárky. Má plochu 45 ha a slouží jako zásobárna užitkové vody, ke sportu, rekreaci i k chovu ryb. Hráz a později most jej dělí na východnější Velký Vajgar a Malý Vajgar blíže k Nežárce.

## Historie
Rybník vznikl už před tisíci lety přehrazením potoka, který předtím protéká mnoha dalšími rybníky. První písemná zmínka pochází z roku 1399. Rybník byl dlouho součástí městského opevnění – část mostu byla padací a na noc se zvedala.
Soustavu rybníků na Hamerském potoce v 16. století významně zdokonalil Jan Šťastný Pušperský z Pleši, hejtman a správce panství za Jáchyma z Hradce, a jeho nástupce Jan Zelendar z Prošovic. Kolem roku 1725 byla do Vajgaru svedena městská kanalizace a čistička odpadních vod byla postavena až v roce 1969. Po roce 1990 byl rybník znovu vybagrován a vyčištěn, v roce 2007 byla vyměněna stavidla a vyčištěn i Malý Vajgar.
Ostrov uprostřed rybníka je umělý – byl vybudován v letech 1858-1860.

## Využití

### Sportoviště
Rybník je mimo jiné také využíván jako sportoviště pro veslování, které zde zajišťuje Veslařský klub Vajgar Jindřichův Hradec. (začínal zde např. veslař Václav Chalupa).